# Campeonato Mundial de Ciclismo en Ruta de 1929
Los Campeonatos del mundo de ciclismo en ruta de 1929 se celebró en la localidad suiza de Zúrich el 16 de agosto de 1929. 

## Resultados
| Evento                     | Oro                      | Oro        | Plata                     | Plata | Bronce              | Bronce |
| -------------------------- | ------------------------ | ---------- | ------------------------- | ----- | ------------------- | ------ |
| Pruebas masculinas         |                          |            |                           |       |                     |        |
| Hombres - carrera en línea | Georges Ronsse · Bélgica | 6h 48' 05" | Nicolas Frantz Luxemburgo | s.t.  | Alfredo Binda       | s.t.   |
| Amateur - carrera en línea | Piero Bertolazzo         | 7h 20' 36" | Remo Bertoni              | -     | René Brossy Francia | -      |